# Collada de l'Alzinosa
La collada de l'Alzinosa és una collada del terme municipal de Pinell de Solsonès, a la comarca del Solsonès.
Està situada a 695,6 m. d'altitud, entre el Serrat dels Xopers (al sud) i els Plans de la Serra de l'Alzinosa (al nord).